# Ричмонд, Дейв
Дэвид Генри Ричмонд (англ. David Henry Richmond; род. 1940, Брайтон, Суссекс) — профессиональный бас-гитарист, наиболее известный как один из основателей поп-группы 1960-х гг. Manfred Mann, в составе которой играл в 1962 - 1964 годах. 
После ухода из группы в 1963 году стал сессионным музыкантом, работал с такими музыкантами, как Элтон Джон, Bread, Хэнк Марвин и Серж Генсбур.